# Crkva sv. Marka sa zvonikom u Hvaru
Crkva sv. Marka (Sv. Marak) sa zvonikom nalazi se u gradu Hvaru, na adresa Sveti Marak 16.

## Opis
Samostan je sagrađen u 13. – 14. stoljeću, na zapadnom rubu grada. Ukinut od napoleonske uprave, a srušen dijelom u prvoj polovini 19. stoljeća kada se na njegovom mjestu trebalo smjestiti gradsko groblje. Poslije zadarskog, bio je najveći dominikanski samostan mletačke Dalmacije. Sačuvan je donji dio renesansno-barokne crkve bez svodova i krova, dio klaustra i zgrada samostanske kuhinje sa stubištem do mora. Apsida je u 19. stoljeću pregrađena u kapelu. Zvonik je restaurirao A. Hauser krajem 19. stoljeća.

## Zaštita
Pod oznakom Z-6773 zavedena je pod vrstom "nepokretno kulturno dobro - pojedinačno", pravna statusa zaštićena kulturnog dobra, klasificirano kao "sakralne građevine".

## Vanjske poveznice
|  | Zajednički poslužitelj ima još gradiva o temi Crkva sv. Marka sa zvonikom u Hvaru |